# Erehof Lemmer

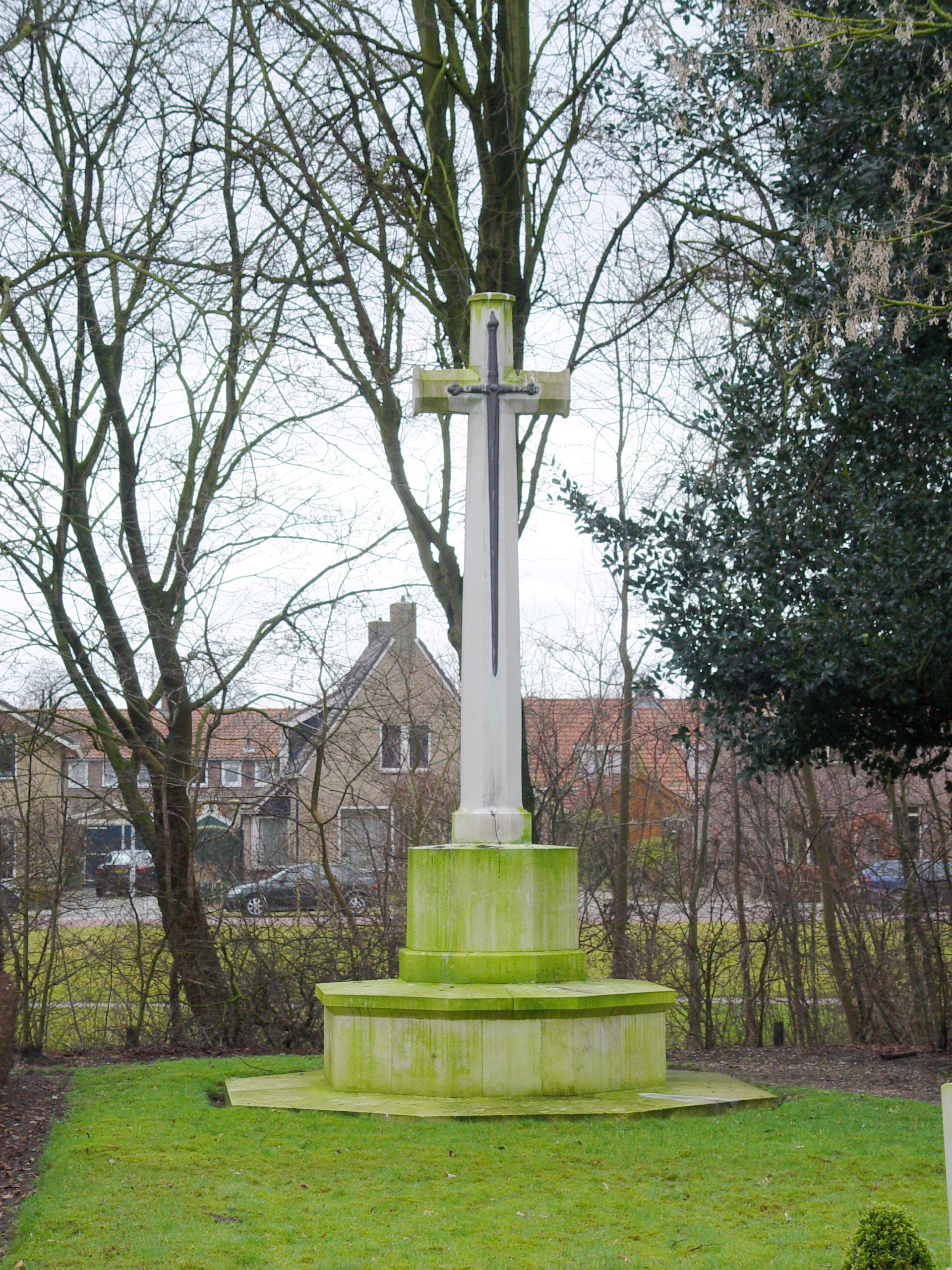
Offerkruis op erehof Lemmer

Erehof Lemmer vormt een onderdeel van de algemene begraafplaats te Lemmer in de Nederlandse provincie Friesland. Er liggen 44 geallieerde militairen begraven die in de Tweede Wereldoorlog zijn gesneuveld:
| Naam                           | Functie                      | Onderdeel                         | Squadron        | Overleden  | Leeftijd |
| ------------------------------ | ---------------------------- | --------------------------------- | --------------- | ---------- | -------- |
| William James Anderson         | Radio-operator/boordschutter | Royal New Zealand Air Force       | 7 (RAF) Sq      | 17-09-1942 | 23       |
| John William Bell              | Piloot                       | Royal Air Force Volunteer Reserve | 78 Sq           | 08-11-1941 | 21       |
| Vyvian Quentery Blackden       | Commandant                   | Royal Air Force                   | 12 Sq           | 10-04-1941 | 34       |
| John Du Vernet Broughton       | Waarnemer                    | Royal Air Force Volunteer Reserve | 12 Sq           | 10-04-1941 | 33       |
| John Edward Clarke             | Boordwerktuigkundige         | Royal Air Force Volunteer Reserve | 101 Sq          | 16-12-1943 | 21       |
| Frank Renee Malyon Cook        | Luchtmachtofficier           | Royal Australian Air Force        | 229 Sq          | 29-08-1944 | 21       |
| Ronald Hugh Crabtree           | Boordschutter                | Royal Australian Air Force        | 7 (RAF) Sq      | 17-09-1942 | 24       |
| John Richard Curtis            | Boordschutter                | Royal Air Force Volunteer reserve | 156 Sq          | 12-06-1943 | 22       |
| Ben Dallenger                  | Piloot                       | Royal New Zealand Air Force       | 7 (RAF) Sq      | 17-09-1942 | 23       |
| William John Drake             | Radio-operator/boordschutter | Royal Air Force Volunteer Reserve | 156 Sq          | 12-06-1943 | 23       |
| Harry Oldfield Goddard         | Boordschutter                | Royal New Zealand Air Force       | 7 (RAF) Sq      | 17-09-1942 | 27       |
| James Mcghee Hargreaves        | Boordschutter                | Royal Air Force Volunteer Reserve | 83 Sq           | 13-05-1943 | 32       |
| Adam Byers Hastings            | Waarnemer                    | Royal Air Force Volunteer Reserve | 207 Sq          | 05-09-1942 | 24       |
| Raymond Edgar Hedges           | Boordwerktuigkundige         | Royal Air Force Volunteer Reserve | 7 Sq            | 16-12-1943 | 35       |
| James Hurst                    | Boordschutter                | Royal Air Force Volunteer Reserve | 7 Sq            | 16-12-1943 | 19       |
| Eric Ronald Edward Jordan      | Boordschutter                | Royal Air Force Volunteer Reserve | 101 Sq          | 16-12-1943 | 21       |
| Donald Trevor Lamb             | Waarnemer                    | Royal New Zealand Air Force       | 7 (RAF) Sq      | 17-09-1942 | 20       |
| Joseph Edward Lecomber         | Navigator                    | Royal Air Force Volunteer Reserve | 83 Sq           | 14-05-1943 | 20       |
| John Swanson Macadam           | Navigator                    | Royal Air Force Volunteer Reserve | 10 Sq           | 14-05-1943 | 20       |
| Ronald Ernest Macfarlane       | Piloot                       | Royal Canadian Air Force          | 101 (RAF) Sq    | 16-12-1943 | 21       |
| Jiří Mareš                     | Sergeant                     | Royal Air Force Volunteer Reserve | 311 (Tsjech) Sq | 17-07-1941 | 25       |
| Reginald Douglas McWha         | Luchtmachtsergeant           | Royal Australian Air Force        | 7 (R.A.F.) Sq   | 16-12-1943 | 23       |
| Francis Henry Moynihan         | Navigator                    | Royal Air Force Volunteer Reserve | 51 Sq           | 22-11-1943 | 23       |
| Edward Duncan Pockney          | Piloot/Boordschutter         | Royal Air Force Volunteer Reserve | 218 Sq          | 19-08-1941 | 35       |
| Anthony Steven Renshaw         | Piloot                       | Royal Air Force                   | 83 Sq           | 14-05-1943 |          |
| Charles Lloyd Robinson         | Luchtmachtsergeant           | Royal Australian Air Force        | 7 (R.A.F) Sq    | 16-12-1943 | 26       |
| Ewart Gladstone Ronson         | Radio-operator/boordschutter | Royal Air Force Volunteer Reserve | 408 (RCAF) Sq   | 03-06-1942 | 22       |
| Jack Richard Stone             | Boordschutter                | Royal Air Force Volunteer Reserve | 83 Sq           | 14-05-1943 | 20       |
| William Maitland Waterman      | Adj. o.o.                    | Royal Australian Air Force        | 7 (R.A.F.) Sq   | 16-12-1943 | 21       |
| Frederick Ronald Westall       | Bommenrichter                | Royal Air Force Volunteer Reserve | 101 Sq          | 16-12-1943 | 21       |
| Henry Rochead Williamson       | Bommenrichter                | Royal Air Force Volunteer Reserve | 83 Sq           | 14-05-1943 | 20       |
| Leonard Dinsdale Wilson        | Navigator                    | Royal Air Force Volunteer Reserve | 101 Sq          | 16-12-1943 | 20       |
| Frederick Arthur Worsnop       | Boordwerktuigkundige         | Royal Air Force Volunteer Reserve | 83 Sq           | 14-05-1943 | 29       |
| Henryk Krasnodębski            | POR                          | Polish Air Force                  | 301 Sq          | 03-07-1942 | 39       |
| Marian Józef Łoziński          | Korporaal                    | Polish Air Force                  | 301 Sq          | 03-07-1942 | 29       |
| Stanislaw Ługowski             | Korporaal                    | Polish Air Force                  | 301Sq           | 03-07-1942 | 27       |
| An airman of the 1939-1945 war |                              | Royal Air Force                   |                 | 14-07-1943 |          |
| An airman of the 1939-1945 war |                              | Royal Air Force                   |                 | 14-07-1943 |          |
| An airman of the 1939-1945 war |                              | Royal Air Force                   |                 | 09-08-1941 |          |
| An airman of the 1939-1945 war |                              | Royal Canadian Air Force          |                 | 06-10-1942 |          |
| An airman of the 1939-1945 war |                              | Royal Air Force                   |                 | 10-07-1942 |          |
| An airman of the 1939-1945 war |                              | Royal Air Force                   |                 | 20-07-1942 |          |
| An airman of the 1939-1945 war |                              | Royal Air Force                   |                 | 10-07-1942 |          |
| An airman of the 1939-1945 war |                              | Royal Air Force                   |                 | 18-09-1942 |          |

## Geschiedenis
Op 10 april 1941 werd een Wellington-bommenwerper, de W5375 van het 12e Squadron, opgemerkt door de vijandelijke radar die opgesteld stond in Medemblik. Een nachtjager werd eropuit gestuurd, de bommenwerper werd geraakt en stortte in het IJsselmeer. De gehele bemanning kwam daarbij om het leven. Het stoffelijk overschot van de commandant, V.Q. Blackden, spoelde aan op de dijk van de in aanleg zijnde Noordoostpolder. Hij werd, net als de waarnemer J.D.V. Broughton, begraven op dit erehof.
Twee bemanningsleden, de radio-operator en boordschutter D. McDougall (24) en de radio-operator en boordschutter G.H. Bishop (28) werden in Urk begraven en na de oorlog op 18 juli 1947 overgebracht naar het erehof Oud-Leusden. De boordschutter H. Marshall (30) ligt begraven op erehof Harderwijk. De piloot J.H.A. Bond werd begraven in het erehof Bergen.
Op 19 augustus 1941 verdween een Wellington bommenwerper, de N2844 van het 218e squadron. Het vliegtuig werd gevonden op 15 km ten noorden van Medemblik in het IJsselmeer. Aan boord waren 6 bemanningsleden. Drie bemanningsleden zijn tot op heden nog steeds vermist. De overige drie bemanningsleden, waaronder de boordschutter E.D. Pockney werden geborgen. Pockney werd begraven op de begraafplaats in Lemmer. De piloot, R.G. Boswell ligt begraven op het erehof Harlingen. De waarnemer A. MacGregor Wilson op het erehof Bergen Op Zoom
Op 8 november 1941 werd een Whitley-bommenwerper, de Z6948 van het 78e Squadron, aangevallen door een Duitse nachtjager en stortte neer tussen Oudemirdum en Nijemirdum in het zuidwesten van Friesland. De 5 bemanningsleden kwamen daarbij om het leven.
Vier bemanningsleden werden begraven op Erehof Nijemirdum op de algemene begraafplaats. Eén lid van de bemanning, Sergeant Bell, ligt hier begraven.
Op 3 juli 1942 werd een Vickers Wellington-bommenwerper, de Z1204 van het 300e Squadron, boven het IJsselmeer tussen Urk en Lemmer rond 00.30 uur door de Duitse luchtafweer neergeschoten. Aan boord waren 6 Poolse militairen van het 300e Squadron. Drie bemanningsleden werden begraven op de Algemene Begraafplaats in Lemmer. Drie andere bemanningsleden zijn tot op heden vermist.
Op 5 september 1942 stortte een Lancaster-bommenwerper, de R5755 van het 207e Squadron, ten oosten van Medemblik in het IJsselmeer. Het vermoeden bestaat dat het vliegtuig is neergeschoten door een Duitse jager. Alle 7 bemanningsleden kwamen daarbij om het leven. Twee bemanningsleden werden voor de Friese kust gevonden. De navigator A.B. Hastings ligt op Erehof Lemmer. De radiotelegrafist J.C. Luton ligt op Erehof Stavoren.
Op 17 september 1942 stortte een Short Stirling, de W7569 van het 7e Squadron, beschadigd na een aanval door de Duitse luchtafweer, in het IJsselmeer. De 7 bemanningsleden kwamen daarbij om het leven. De Nieuw-Zeelandse bemanningsleden werden begraven op het erehof Lemmer (W.J. Anderson, R.H. Crabtree, B.Dallenger, H.O. Goddard en D.T. Lamb). Hun Engelse collega's liggen begraven in Amsterdam.
Op 13 mei 1943 stortte een Lancaster, de W4981 van het 83e Squadron, neer in de buurt van Eesterga, even ten noorden van Lemmer. De bommenwerper was neergeschoten door een Duitse nachtjager. Zes bemanningsleden kwamen bij de crash om het leven. Vijf bemanningsleden werden begraven op de algemene begraafplaats van Lemmer, het zesde slachtoffer, de boordschutter James Mcghee Hargreaves, werd pas in 1952 ontdekt en eveneens in Lemmer begraven. Eén bemanningslid overleefde de crash, de radio-operator/boordschutter S.W. Gould raakte in krijgsgevangenschap.
Op 12 juni 1943 vloog een Lancaster, de ED935 van het 156e Squadron (RAF), een missie richting München. Ten noordwesten van Lemmer stortte het vliegtuig in het IJsselmeer. De oorzaak is onbekend. Er waren 8 bemanningsleden:
- W.J. Drake (radio-operator) en J.R. Curtis (boordschutter) liggen op het erehof Lemmer. Beiden werden enkele kilometers uit de kust gevonden.
- J.A. Cowley DFM (tweede piloot) en R.M. Bryant (navigator) liggen op het erehof Amsterdam-West begraven. Cowley werd in eerste instantie begraven op de oude begraafplaats van Urk en later overgebracht naar Amsterdam.
- K.L.W. Lay (piloot), R.E. Ratcliff (boordwerktuigkundige) en D.C. Bauman (bommenrichter) worden tot op heden vermist.

Op 22 november 1943 stortte een Halifax-bommenwerper, de LW 286 van het 51e Squadron, door nog onbekende oorzaak in het IJsselmeer tussen Urk en Hindeloopen. Het toestel was op missie naar Berlijn. Alle 7 bemanningsleden kwamen bij de crash om het leven. Vier van hen worden tot op heden vermist. Sergeant A.B. Springett ligt begraven op Erehof Hindeloopen. F.H. Moynihan op het erehof Lemmer. Sergeant E.H.G. Dyer ligt begraven op de algemene begraafplaats Rusthof bij Amersfoort.
De vermisten zijn:
- sergeant J.E. Whitehead
- piloot H.F. Farley
- sergeant S.H. Godfrey
- piloot H.O. Hetterley

Op 16 december 1943 werd een Lancaster, de DV300 van het 101e Squadron, aangevallen door Duitse nachtjagers. Boven de Bancopolder nabij Lemmer explodeerde de Lancaster en hij stortte neer. Vijf leden van de bemanning werden begraven op het erehof Lemmer. Drie bemanningsleden worden tot op heden vermist.
Op 29 augustus 1944 vloog een Spitfire, de MH 907 van het 229e Squadron, langs de oostkust van het IJsselmeer toen de piloot F.R.M. Cook drie schepen getrokken door een sleepboot opmerkte. De Spitfire viel aan maar werd geraakt door luchtafweer vanaf een nabijgelegen bewapende trawler en een landingsboot en stortte vervolgens brandend neer vlak bij de dijk van de Noordoostpolder. De piloot, F.R.M. Cook, kwam daarbij om het leven. Hij werd begraven op de algemene begraafplaats van Lemmer.